# Skrzypne

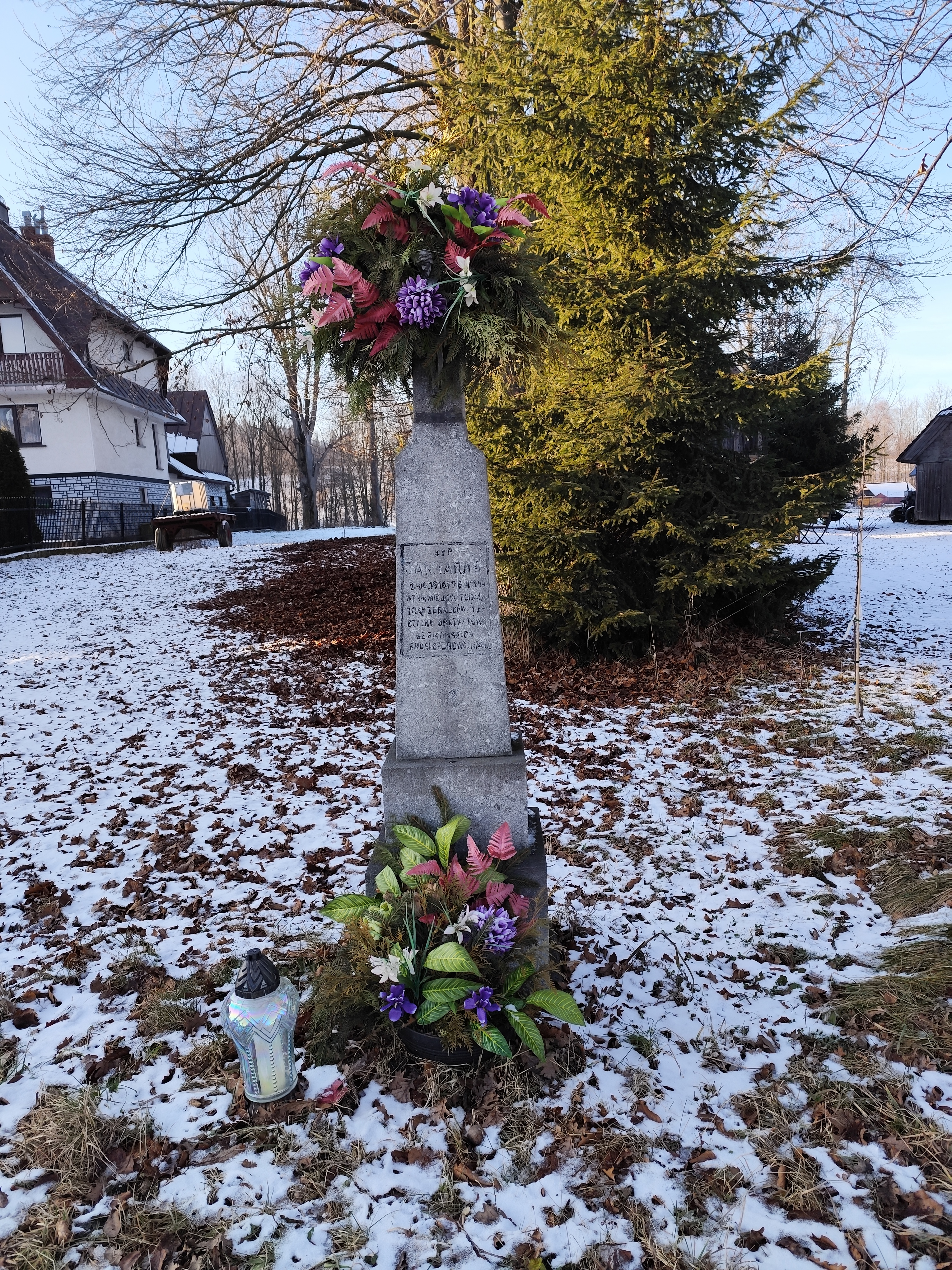

Skrzypne – wieś w Polsce położona w województwie małopolskim, w powiecie nowotarskim, w gminie Szaflary. W latach 1975–1998 miejscowość administracyjnie należała do województwa nowosądeckiego.

## Położenie
Zabudowania i pola uprawne wsi znajdują się w dolinie potoku Pitoniowskiego na Kotlinie Nowotarskiej i na zboczach Pogórza Gubałowskiego, w historyczno-etnograficznym regionie Podhale. Miejscowość graniczy od północy z Maruszyną, od strony południowo-wschodniej z Bańską Wyżną, od zachodu z Czerwiennym. Przez dolne Skrzypne przepływa potok Mały Rogoźnik.

## Historia
Wieś królewska założona przez rodzinę Pieniążków herbu Odrowąż przed rokiem 1616. Wieś osadzała się samorzutnie w drodze powolnego wyrębu lasu. Nie miała sołtystwa. W inwentarzu z 1759 r. osada Skrzypne miała 12 zagród o nazwach: Sebastian Marduła, Kurtek z Szydłowskim, Marcin Obercan Brzana, Blacha z Jagiełą, Błażej Kułach, Sebastian Łukaszczyk, Maciej Hyc, Gut Warmuz, Gut Gromada, Krzysztof Ozimina, Stanisław Sacko 1/2, Jakub Babiarz 1/2, Majcher Gawron 1/3, Jakub Jamrych 1/3 oraz młyn o 1 kamieniu, którego posiadaczem był Pęksa. Do upadku Rzeczypospolitej wchodziła w skład starostwa nowotarskiego i dzieliła jej losy. W latach 1773-1819 wieś należała do dóbr Kamery austriackiej. Z dniem 27 maja 1819 wieś stała się własnością rodziny Uznańskich herbu Jastrzębiec. W 1848 r. we wsi zniesiono ciężary pańszczyźniane.

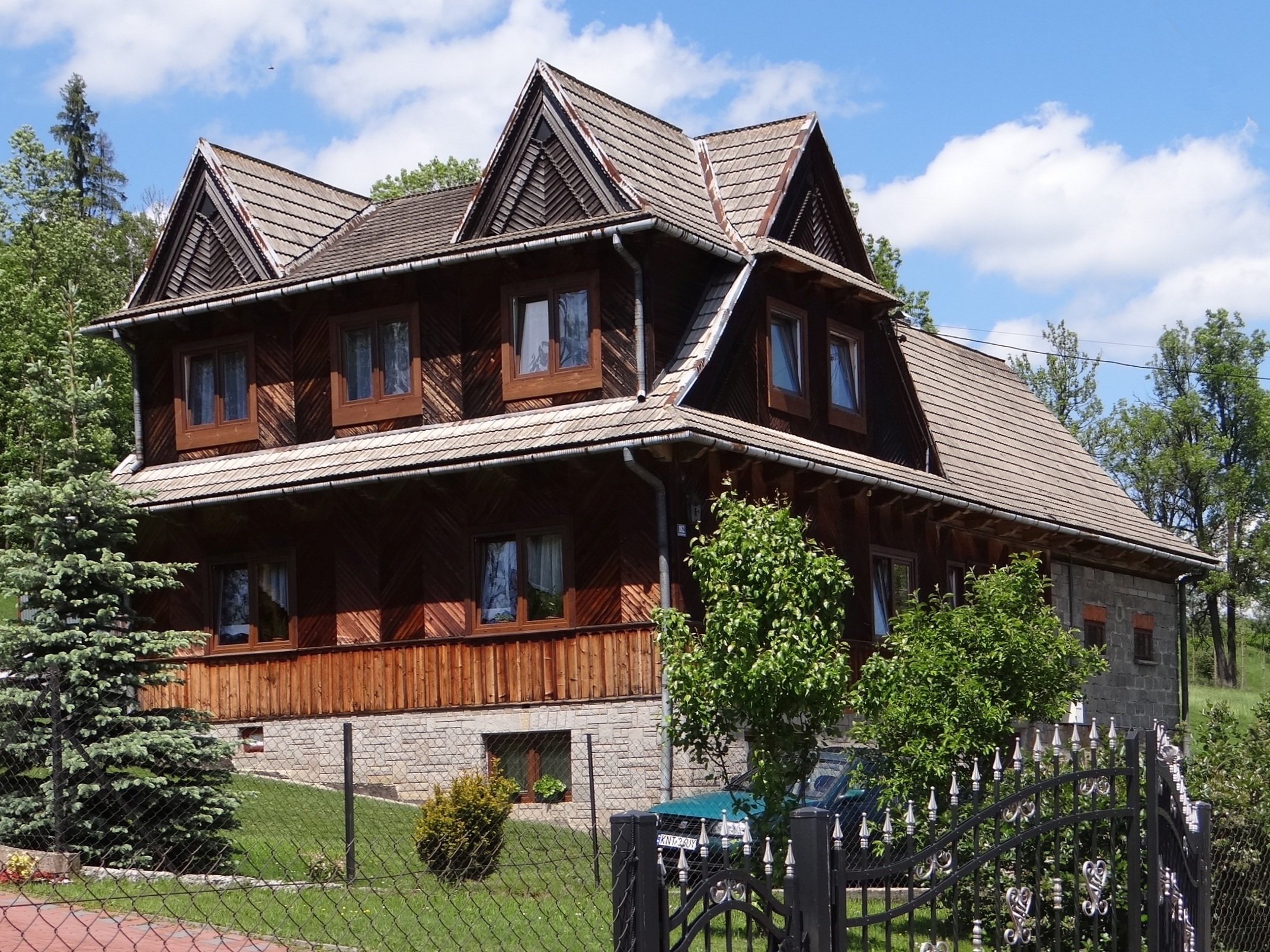
Jeden z domów
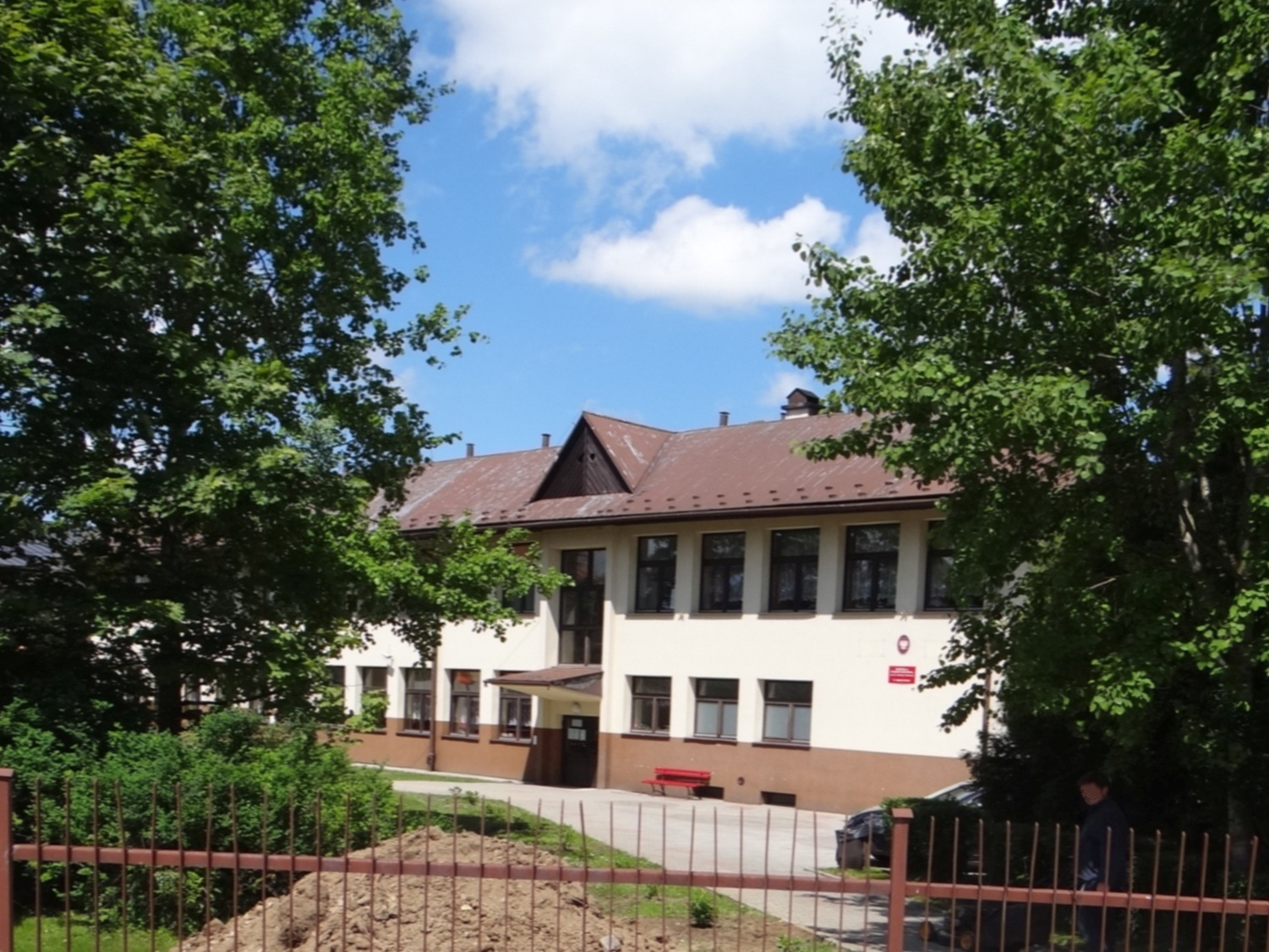
Szkoła

Na terenie wsi działalność duszpasterską prowadzi Kościół rzymskokatolicki (parafia MB Nieustającej Pomocy).

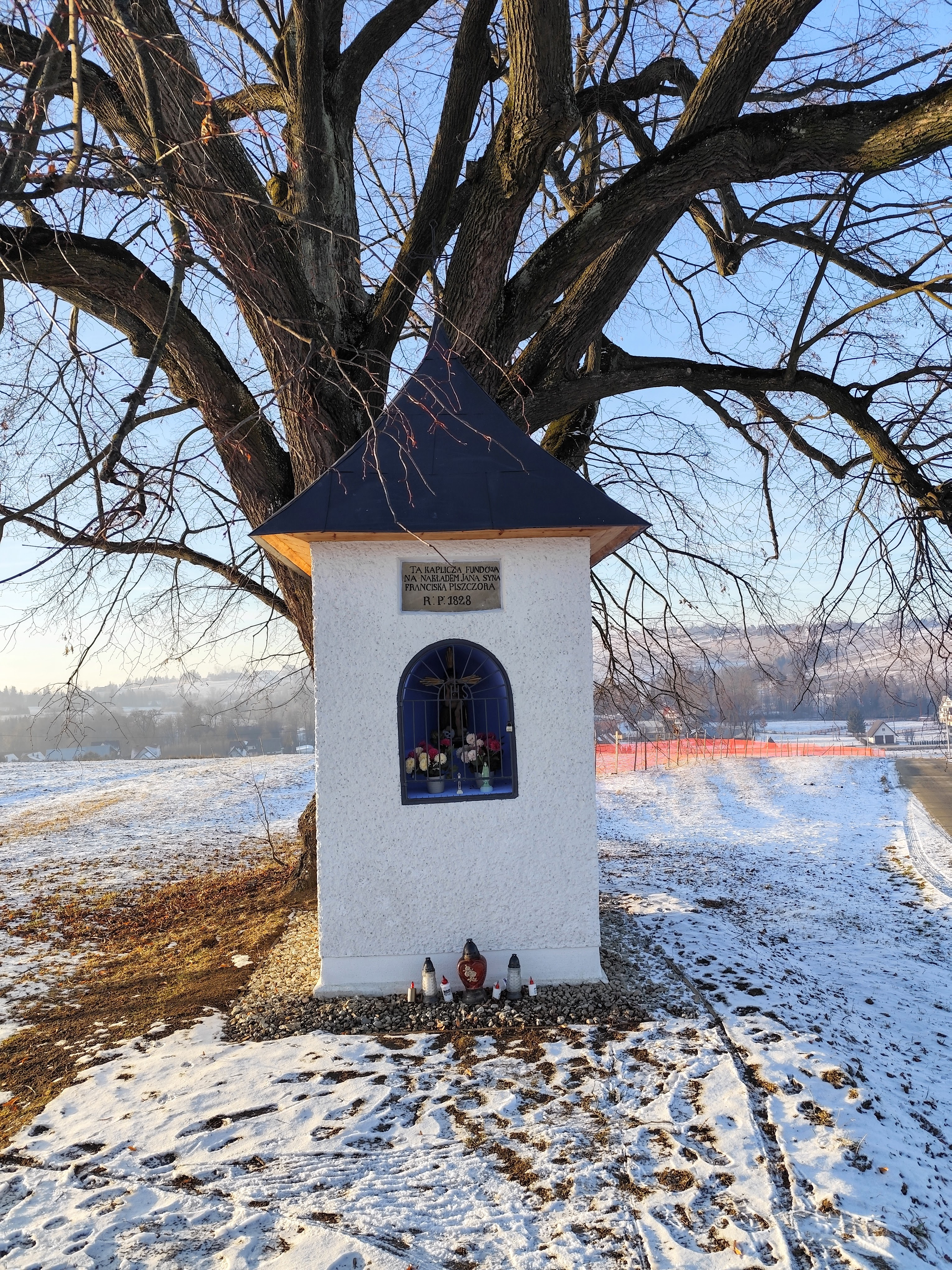